# Ostrów (Aleksandrów)
Pour les articles homonymes, voir Ostrów.
Ostrów (prononciation [ˈɔstruf]) est un village de la gmina d'Aleksandrów, du powiat de Piotrków, dans la voïvodie de Łódź, situé dans le centre de la Pologne.
Il se situe à environ 7 kilomètres au nord-ouest d'Aleksandrów (siège de la gmina), 20 kilomètres au sud-est de Piotrków Trybunalski (siège du powiat) et 62 kilomètres au sud-est de Łódź (capitale de la voïvodie).
Sa population s'élevait approximativement à 60 habitants en 2006.

## Administration
De 1975 à 1998, le village était attaché administrativement à l'ancienne voïvodie de Piotrków.

Depuis 1999, il fait partie de la nouvelle voïvodie de Łódź.